# 栗山川
栗山川（くりやまがわ）は、千葉県北東部を流れる河川。千葉県内のみを流れる川としては第2位の流域面積を持ち、九十九里平野の中では最大の二級水系である。流域は成田市、香取市、匝瑳市、旭市、香取郡多古町、山武郡芝山町、山武市、山武郡横芝光町の5市3町にまたがる。

## 概要
本流は成田市（旧・大栄町）桜田の権現前地先の下総台地を源とし、香取市（旧・栗源町）高萩からの支川栗山川を併せ、九十九里平野を貫いて、九十九里浜中央部の横芝光町で太平洋に注いでいる。
現在は横芝光町屋形で直接海に注いでいるが、明治時代には現在の栗山川漁港付近から折れて二筋の流れとなり砂丘列裏側を汀に沿って南下していた。明治14年には蓮沼村（現在の山武市蓮沼）に河口が在ったが、明治17年には木戸川と合流し小松村（現在の山武市小松）に在り、大正元年には松ケ谷村（現在の山武市松ケ谷）北辺にまで至っていた。その二筋の流れのうち、海側の河床跡は蓮沼海浜公園になっており、陸側の河床跡は住宅地になっている。
中流域一帯には縄文時代の潟湖が湖沼群として残る地域があり栗山川湿地と呼ばれる。ここには多古光湿原や乾草沼などが残され、絶滅が危惧される貴重な湿地植物の生育地域であるが、明治以降の開発により急速にその面積を減らしている。

## 利用
古くから、九十九里平野周辺の農海産物を出荷するための水上運搬路として利用されてきた。また、九十九里平野の川なので標高差が小さく農業用水として利用され、現在は両総用水と房総導水路に利用されている
香取市佐原の「両総用水第1揚水機場」で取水し源流に流し込んだ利根川の水を、下流の横芝光町寺方の「両総用水第2揚水機場」でポンプアップし九十九里平野南部の地域に農業用水として供給している他、栗山川の部分を両総用水と共用して、横芝光町於幾の「房総導水路横芝揚水機場」からは、松戸市などの江戸川東岸や千葉市などの東京湾岸方面へ水道水と工業用水を供給し、また南房総導水路を通して水の不足していた南房総方面にも水道水を供給している。なお、縄文時代には河口部のラグーンであったと推定される坂田池も房総導水路の調整池に利用されている。
両総用水と房総導水路の用水路に利用されているのは、栗山川のうち北部幹線の出口（注水口）から横芝堰までの23.1キロメートルである。このうち上流部11.7キロメートルを栗山川疎水路という。

## 特記
言い伝えによると、その昔（7世紀頃）、旧栗源町（現・香取市高萩）に朝鮮半島から渡来した人達が多く住んでいたことがあり、一帯が「（高）句麗山」と呼ばれそこを流れる川であることから「句麗山川（栗山川）」と呼ばれるようになったとのことである。渡来した人達は霊亀2年（716年）に武蔵国の高麗郡に移住したという。
古くから太平洋側のサケの回帰の南限の川として知られており、上流の旧山田町（現・香取市山倉）には、弘仁2年（811年）の創建と伝えられるサケの神社、山倉大神がある。また、サケの稚魚の放流も実施されている。
多くの縄文時代の丸木舟の出土例があることでも知られた水系である。

## 周辺
栗山川流域の、旧栗源町（香取市）には「栗山川ふれあいの里公園」、多古町には「あじさい公園」、横芝光町には「マリンピアくりやまがわ」が整備されており、河口部には「栗山川漁港」がある。
- 栗山川ふれあいの里公園

全ての町民のメッセージや絵の描かれた陶板（自分の好きな動物や草花、似顔絵、平和への願い、将来の夢などが描かれている）がはめ込まれた高さ6メートルのモニュメント「集う」は町のシンボルであり、「はだし健康の道」ほか水に親しむことができる憩いの場所である。
- あじさい公園

多古町の中心を流れる栗山川両岸に約1万株のあじさいを植えたことからあじさい遊歩道と名がついた。あじさいが咲く6月にはあじさい祭りが開催され、町民の多くが参加し観光客も訪れる。また秋にはコスモスが咲き誇りコスモスの公園となり、四季折々の花の公園として近隣から多くの人が訪れる。
- 栗山川漁港

河口部南西の砂丘列裏側のラグーンを仕切って漁港が設けられている。栗山川漁港の砂丘列を挟んだ海側が「マリンピアくりやまがわ」として整備されている。
- マリンピアくりやまがわ

九十九里浜のほぼ中央に位置する屋形海岸にあり、コミュニティ広場やドーム型展望の丘からの眺めは圧巻、河口付近は釣りのメッカとして知られまたサーフィンの穴場でもある。毎年元旦の初日の出の際、甘酒と紅白の餅が振舞われる。

## 支流
- 平山川
- 山倉川
- 常盤川
- 沼田川
- 借当川
- 多古橋川
- 高谷川

## 橋梁
- 伊地山橋（千葉県道70号大栄栗源干潟線）
- 道祖神橋
- 名称不明（香取市伊地山）
- 名称不明（香取市荒北）
- 大向橋
- 荒北橋
- 根崎橋（千葉県道・茨城県道44号成田小見川鹿島港線）
- 栗源橋
- 新川橋
- 田之倉橋（千葉県道120号多古栗源線）
- 水神橋
- 分付橋
- 新橋
- 大井戸橋（栗山川大橋に隣接、通行止め）
- 栗山川大橋
- 中久橋
- 共榮橋
- 飯土井橋（千葉県道74号多古笹本線、千葉県道106号八日市場佐倉線）
- あじさいはし（多古あじさい公園）
- 多古大橋（国道296号）
- 新竹橋
- 名称不明（篠本堰隣接）
- 新井橋（千葉県道45号八日市場八街線）
- 粟嶋橋
- 栗山川橋（銚子連絡道路）
- 新栗山橋（国道126号）
- 栗山川橋りょう（総武本線）
- 栗山橋（千葉県道108号横芝停車場白浜線、千葉県道109号横芝停車場吉田線）
- 栗山川ふれあい橋（横芝堰）
- 清長大橋
- 木戸大橋（千葉県道122号飯岡片貝線）
- 屋形橋（千葉県道30号飯岡一宮線）